# Actinia equina

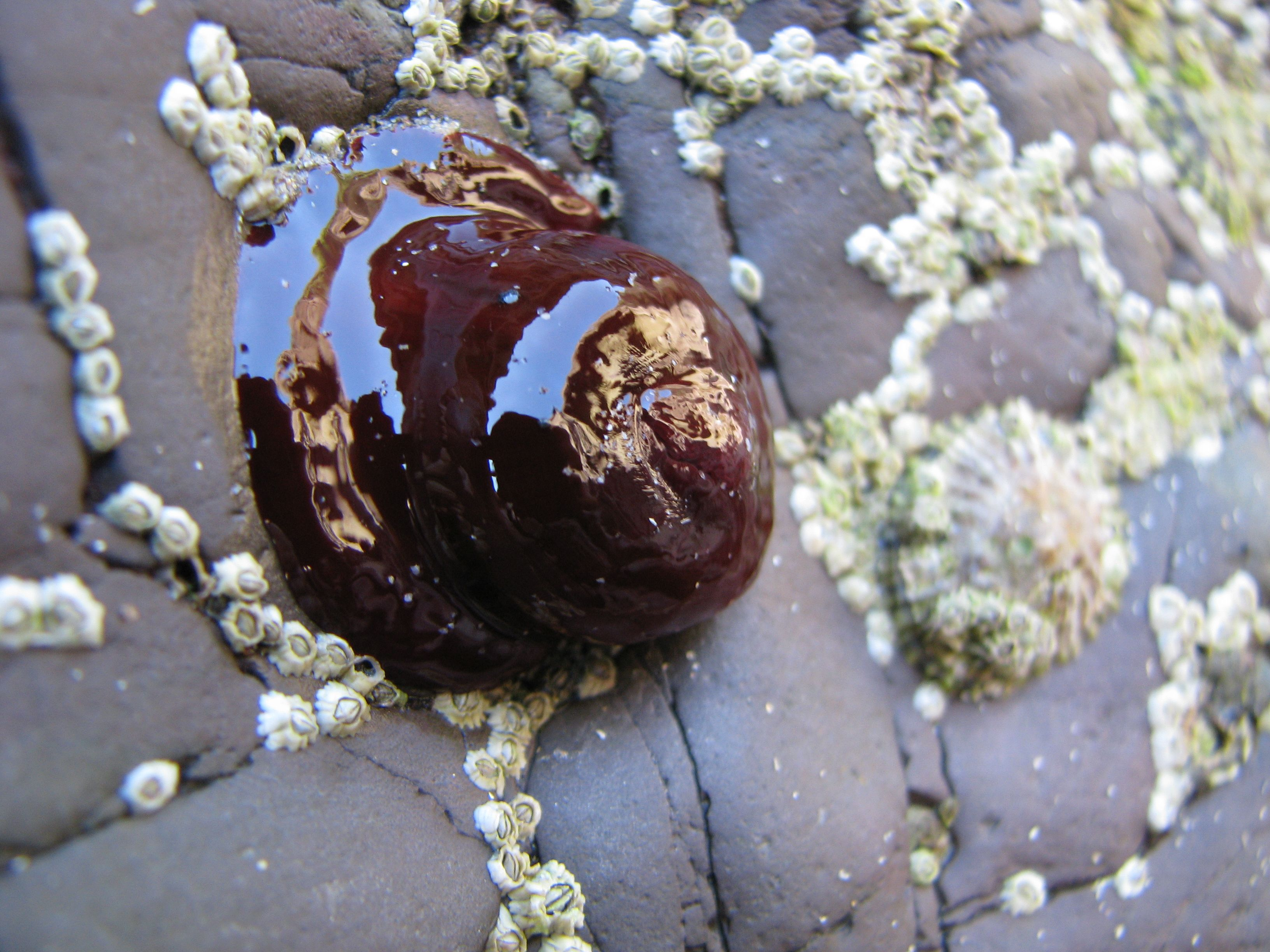
Actinia equina với các xúc tu rút lại khi thủy triều xuống

Actinia equina là một loài hải quỳ thông thường được tìm thấy ở các bờ biển đá quanh các bờ biển Vương quốc Anh. Phạm vi phân bố của nó ở Tây Âu và Địa Trung Hải và đến tận Tây Phi. Chúng có thể sinh sống bên ngoài hoặc trong hốc đá. Nó chịu được nhiệt dộ cao.
Actinia equina giống với hình dạng hải quỳ dâu tây (Actinia fragacea) nhưng có màu đồng nhất và thường nhỏ hơn.